# مشغل الترجمة (ميكانيكا الكم)
في ميكانيكا الكم ، يُعَرَّف مؤثر النقل على أنه مؤثر يَنْقُل الجسيمات والحقول بمقدار معين في اتجاه معين. بشكل أكثر تحديدا ، لأي متجة إزاحة {\displaystyle \mathbf {x} }، هناك مؤثر نقل {\displaystyle {\hat {T}}(\mathbf {x} )} يقابله يقوم بنقل الجسيمات والحقول بمقدار {\displaystyle \mathbf {x} }.
فمثلا، إذا {\displaystyle {\hat {T}}(\mathbf {x} )} أثر على جسيم موجود في المكان {\displaystyle \mathbf {r} }، فإن النتيجة ستكون نقل الجسيم إلى المكان {\displaystyle \mathbf {r+x} }. ومن خصائص مؤثر النقل أنه واحدي.